# Dieter Mecke
Dieter Mecke (* 8. März  1933 in Heidelberg; † 28. Mai 2013 in Tübingen) war ein deutscher Biochemiker.

## Leben
Dieter Mecke war das vierte von neun Kindern des Physikers Reinhard Mecke, nach dem die meckeschen Symbole benannt wurden. Er studierte bis 1959 in Freiburg Chemie. Er wurde dort 1963 mit einer biochemischen Arbeit bei Kurt Wallenfels promoviert. Er arbeitete ein Jahr lang bei Fritz Kaudewitz am Max-Planck-Institut in Berlin und kehrte 1964 nach Freiburg ans Biochemische Institut der medizinischen Fakultät zurück, wo er 1969 seine Habilitation im Fach Biochemie erhielt. Von 1970 bis 1971 war er dort Dekan und ab 1973 Professor.
Er bekam 1974 einen Ruf an das Physiologisch-Chemische Institut in Tübingen, dem heutigen Interfakultären Institut für Biochemie (IFIB). Von 1980 bis zu seiner Emeritierung 2001 war er Direktor dieses Instituts. Von 1987 bis 1989 war er in Tübingen Dekan der Fakultät für Chemie und Pharmazie und von 1994 bis 1999 Prorektor für Forschung. Er erforschte die Regulation des Stoffwechsels und der Zellvermehrung und widmete sich molekularbiologischen und endokrinologischen Themen sowie der Enzymologie und der Differenzierung des Leberparenchyms.
Darüber hinaus war er seit dem Jahr 2000 Vorsitzender des Aufsichtsrats der HB Technologies AG. Er war verheiratet und hatte drei Kinder.

## Veröffentlichungen
- Reinigung und Eigenschaften der L-Histidinolphosphat-2-Oxoglutarat-Aminotransferase (EC 2. 6. 1. 9.) aus Salmonella typhimurium. Freiburg i. B., 1963.
- Regulation der Glutaminsynthetase in Escherichia coli durch enzymkatalysierte chemische Modifizierung. Freiburg i. B., 1969.